# Velesiótes
Velesiótes (Velesiotes) är en ort i Grekland.   Den ligger i prefekturen Fthiotis och regionen Grekiska fastlandet, i den centrala delen av landet, 180 km nordväst om huvudstaden Aten. Velesiótes ligger 169 meter över havet och antalet invånare är 228.
Terrängen runt Velesiótes är kuperad åt sydost, men åt nordväst är den platt. Runt Velesiótes är det ganska glesbefolkat, med 26 invånare per kvadratkilometer. Närmaste större samhälle är Fársala, 19,9 km nordost om Velesiótes. Trakten runt Velesiótes består till största delen av jordbruksmark.